# Maison du 14 quai Sainte-Catherine à Honfleur
La maison du 14 quai Sainte-Catherine à Honfleur est un édifice situé à Honfleur, dans le département français du Calvados, en France.

## Localisation
Le monument est situé à Honfleur au numéro 14 quai Sainte-Catherine anciennement 87.

## Historique
La propriété est datée du XVIe siècle.
La façade de la maison et la toiture sont inscrites au titre des Monuments historiques depuis le 6 mars 1933.